# Xavier Rousselot
Pour les articles homonymes, voir Rousselot.
Xavier Rousselot (Metz, 22 janvier 1805 - Versailles, 24 janvier 1895) est un auteur, philosophe et traducteur français.
Historien de la philosophie, il publia l'ouvrage Études sur la philosophie dans le moyen âge en 1840.

## Biographie
Xavier Rousselot naît le 23 janvier 1805 à Metz en Lorraine. Après des études secondaires solides, Rousselot s'oriente vers l'enseignement. À partir de 1836, il enseigne la philosophie au collège de Troyes, chaire qu'il occupera près de 25 ans. Enseignant, il est aussi éditeur scientifique, traduisant régulièrement des articles scientifiques, mais aussi des ouvrages, comme les « Œuvres philosophiques » de Vanini (1842) ou encore l'« Économie rurale » de Varron (1844). En 1854, il obtient la mention « honorable » au concours de l'Académie des sciences morales et politiques, relatif à l’« Histoire des différents systèmes de philosophie morale qui ont été enseignés dans l’antiquité jusqu’à l’établissement du Christianisme ».
À la fois épistémologue et philosophe des sciences, il est l'auteur d'un ouvrage notoire sur le sujet, qui lui attira des louanges, mais aussi des critiques dans le monde littéraire. Rousselot fait valoir ses droits à la retraite en 1861, mais continue à écrire.
Xavier Rousselot décéda en 1895.

## Publications[8]
- Études sur la philosophie dans le moyen âge, 3 vol., Joubert, 1840-1842.
- Analyse des auteurs philosophiques prescrits par le programme du cours de logique, comprenant les auteurs exigés pour le baccalauréat ès lettres,, Paris : Dezobry, E. Magdeleine, 1852.
- Histoire de l'Évangile éternel, Paris : Didier, 1861.
- Étude d'histoire religieuse aux XIIe et XIIIe siècles. Joachim de Flore, Jean de Parme et la doctrine de l'Évangile éternel, Paris : E. Thorin, 1867.
- Le Petit livre de l'homme et du citoyen, Paris : C. Delagrave, 1873.
- L'Avenir : poème, œuvres inédites,Paris : L. Cerf, 1895.

## Sources
- Louis-Charles Leclerc, Biographie des grands Lorrains, Société messine d'éditions et d'impression, 1975.
- Gustave Vapereau, Dictionnaire universel des contemporains, contenant toutes les personnes notables de la France et des pays étrangers, Paris, hachette, 1865.